# SB/DV 17a sorozat
Az SB/DV 17a sorozat a Déli Vasút szerkocsis gyorsvonati gőzmozdonytípusa volt. A mozdonyokból a Kassa–Oderbergi Vasút (KsOd) is vásárolt.
1881-ben a Déli Vasútnak növelni kellett gyorsvonati mozdonyparkját. 1882-ben a floridsdorfi mozdonygyár szállított tíz db 17a sorozatú mozdonyt  302–311pályaszámokkal A 16a sorozat mintájára a hátsó csatolt tengely nem az állókazán mögé, hanem alá került. A mozdony csakúgy, mint a 17b, 17c és 17d, külsőkeretes, Hall forgattyús, Stephenson vezérlésű, légűrfékes volt, és ezért abban az időben már elavultnak számítottak
A 17a sík pályán 115 km/ó, 150 t súlyú vonattal 80 km/ó sebességet ért el. Elsősorban a Bécs–Trieszt vonal menetrend szerinti gyorsvonatait továbbította, majd amikor ott a 17b, 17c és 17d sorozatok átvették a helyét, áthelyezték (Nagy)Kanizsára, ahol a Budapest–Pozsony és a (Nagy-)Kanizsa–Sopron–Bécs szakasz gyorsvonatait továbbította, valamint előfogatolt Bozen és Lienz között.
1924. után két mozdony Magyarországra került, nyolc pedig Jugoszláviába.
A Kassa–Oderbergi Vasút (KsOd) gyorsvonati mozdonyai számának növelésére a Floridsdorfi Mozdonygyár 1884. és 1891. között tíz mozdonyt szállított a Déli Vasútnál már bevált típusból. A KsOd az I. osztályba sorolt mozdonyokat a 31–40 pályaszámokkal látta el. A KsOd-nál ezek voltak az első igazi gyorsvonati mozdonyok. 1924-ben a Csehszlovák Államvasutak a 253.1 sorozatba osztotta őket.
A ČSD 1937-ben selejtezte a sorozat utolsó mozdonyát.

## Fordítás
Ez a szócikk részben vagy egészben  a   SB 17a,b,c,d című német Wikipédia-szócikk fordításán alapul.  Az eredeti cikk szerkesztőit annak laptörténete sorolja fel. Ez a jelzés csupán a megfogalmazás eredetét és a szerzői jogokat jelzi, nem szolgál a cikkben szereplő információk forrásmegjelöléseként.